# John Manners, I duca di Rutland
John Manners, I duca di Rutland (Boughton, 29 maggio 1638 – Belvoir Castle, 10 gennaio 1711), è stato un politico e ufficiale inglese.

## Biografia
Era il figlio di John Manners, VIII conte di Rutland, e di sua moglie Frances Montagu. I suoi nonni materni erano Sir Edward Montagu, I Barone Montagu di Boughton e sua moglie Elizabeth Jeffries.

## Carriera politica
Ha servito, piuttosto passivamente, come membro del Parlamento per Leicestershire dal 1661 fino al 1679. Politicamente era un Whig.
Succedette al padre come Lord tenente del Leicestershire nel 1677, e si è dimostrato un efficace sostenitore della corona. Egli è stato creato Barone di Haddon il 30 aprile 1679 e inviato alla Camera dei Lord, e conte di Rutland il 29 settembre 1679 alla morte di suo padre. È stato brevemente Custode Rotulorum di Leicestershire (22 agosto 1702 - 22 marzo 1703). Il 29 marzo 1703, venne creato duca di Rutland e marchese di Granby, grazie al suo supporto al governo Whig.

## Matrimonio
Sposò, in prime nozze, Lady Anne Pierrepont, figlia di Henry Pierrepont, I marchese di Dorchester, il 15 luglio 1658. Il fallimento del loro matrimonio attirò molta attenzione, in quanto il divorzio non era generalmente disponibile al momento. Ha ottenuto una "separazione dal letto e pensione" nel 1663, a causa del su adulterio, e ha potuto risposarsi nel 1670. Questo processo ha richiesto una spesa considerevole.
Sposò, in seconde nozze, Lady Diana Bruce, figlia di Robert Bruce, II conte di Elgin, il 10 novembre 1671. Morì il 15 luglio 1672.
Sposò, in terze nozze, Catherine Wriothesley Noel, figlia di Battista Noel, III visconte Campden, l'8 gennaio 1673. Ebbero tre figli:
- Lady Catherine Manners (1675-1722), sposò John Leveson-Gower, I Barone Gower ed ebbero figli;
- John Manners, II duca di Rutland (1676-1721);
- Lady Dorothy Manners (1690-1734), sposò Battista Noel, III conte di Gainsborough ed ebbero figli.